# Felisa Pinto
Felisa Pinto (Córdoba, Argentina, 25 de noviembre de 1931) es una periodista argentina destacada en el ámbito de la moda. Escribió en importantes medios argentinos como Primera Plana, Confirmado, La Opinión, La Nación y Página/12, entre otros. En 1990 diseñó el programa de la carrera de Diseño de Indumentaria de la Universidad de Buenos Aires, junto con Susana Saulquin y Andrea Saltzman.

## Comienzos
Su padre, Hernán Pintos, nació en Córdoba y era pianista y músico. Su madre, Julia Rusiñol, era oriunda de Tucumán. Durante su infancia, veraneaba con su familia en Totoral, una localidad del norte de Córdoba. Allí, la casa de su abuela materna compartía calle con la de Rodolfo Aráoz Alfaro, secretario del partido comunista en Latinoamérica. 
En 1937, se mudan a Buenos Aires por una oferta laboral de su padre. A los 18 años, comenzó a trabajar como correctora en Emecé. Luego, se incorporó en la revista de teoría de la arquitectura Nueva Visión, de Tomás Maldonado. En 1957, Jorge Iotti, dueño de una casa de ropa para hombres, le propone diseñar una colección de ropa de mujer que fue retratada por Julia Constenla y Piri Lugones para la revista Damas y Damitas, quienes, además, le ofrecieron escribir una columna sobre música.

## Carrera profesional
En 1960, comienza a trabajar en la revista Atlántida y es allí cuando reinventa la forma de escribir sobre la moda. Viaja a París como corresponsal en 1962 y se hospeda en la casa de su amiga Cecilia Sánchez Cinez, modelo de Laroche y madre de la futura modelo Inès de la Fressange. En ese viaje, a través de Jacques Prevert, conoce a Pablo Picasso.
De vuelta en Buenos Aires, en 1964, comienza a trabajar en Primera Plana, la revista que Jacobo Timmmerman había fundado en 1962. Durante cuatro años, hizo notas sobre moda además de la sección "Estravagario", una frívola miscelánea en la que hacía diversas recomendaciones (lugares, objetos de moda, libros, etc.). De la sección "Estravagario", Pinto comentó en una entrevista:

Cuando existió la sección Estravagario, una expresión que designa un conjunto de cosas y viene de un libro de Neruda, mi consigna fue salir a la calle y buscar talentos, lo excelso sin jerarquías. Lo raro, lo inédito; desde una verdura, un libro de un lugar de usados, a una pulsera de oro de Marcial Berro.

En 1968, abrió la boutique "Etc" en la mítica Galería del Este de la calle Florida que, junto al Instituto Di Tella, era considerada el "núcleo duro" de la vanguardia de los años sesenta. El primer cliente fue Leonardo Favio, que compró para vestirse él y toda su banda. Ese mismo año, luego del cierre de Primera Plana, comenzó a trabajar en la revista Confirmado. Allí hizo una sección, similar a "Estravagario", que se llamó "Escaparate". Un año después, empezó como secretaria de redacción en el periódico La Opinión, en el que estuvo a cargo de cuatro páginas para la mujer. 
De 1977 a 1987 trabajó en La Moda, una revista para la industria dirigida a fabricantes nacionales y solventada por textiles como Grafa y Alpargatas, las botoneras, comerciantes de la calle Alsina y los avíos. Durante esos años viajó por el mundo para ver desfiles y diseñadores y empezó a colaborar en el suplemento de modas de La Nación, en el que escribiría durante veinte años.
En 1990 diseñó, junto a Susana Saulquin y Andrea Saltzman, el programa de la carrera de Diseño de indumentaria de la Universidad de Buenos Aires. En 1998, se funda el suplemento "Las 12" del diario Página/12, en donde colabora desde entonces y que se ha convertido en referencia para el feminismo, para el periodismo con perspectiva de género y para el conjunto del movimiento de mujeres en Argentina. También ha escrito para los suplementos "Soy" y "Radar", del mismo diario.

## Obras
- Moda para principiantes. Con ilustraciones de Delia Cancela. Buenos Aires, 2004.
- Vanguardias del siglo XX. Era Naciente, Buenos Aires, 2008.